# Łąck (osada leśna)
Łąck – osada leśna w Polsce położona w województwie mazowieckim, w powiecie płockim, w gminie Łąck.